# 卡拉奇港
卡拉奇港是南亚最大、最繁忙的深水港口之一，位于巴基斯坦卡拉奇，该国约60%的货物都要運抵此處。该港口由1857年成立的卡拉奇港务局负责管理。卡拉奇港于1854年开始成形。截至1899年，卡拉奇港已成为南亚最大的小麦和棉花出口港。